# Municipio de Pleasant (condado de Coffey)
El municipio de Pleasant (en inglés, Pleasant Township) es un municipio del condado de Coffey, Kansas, Estados Unidos. Tiene una población estimada, a mediados de 2023, de 254 habitantes.
Abarca una zona exclusivamente rural.

## Geografía
Está ubicado en las coordenadas 38°13′55″N 95°52′52″O / 38.23194, -95.88111. Según la Oficina del Censo, tiene una superficie total de 177.30 km², de los cuales 155.47 km² corresponden a tierra firme y 21.83 km² están cubiertos de agua.

## Demografía
Según el censo de 2020, en ese momento había 256 personas residiendo en la zona. La densidad de población era de 1.6 hab./km². El 90.94 % de los habitantes eran blancos, el 1.17 % eran afroamericanos, el 1.56 % eran amerindios y el 7.03 % eran de una mezcla de razas. Del total de la población, el 2.34 % eran hispanos o latinos de cualquier raza.